# 더 그레이트 뷰티
《더 그레이트 뷰티》(La grande bellezza)는 2013년 공개된 이탈리아의 영화이다.

## 줄거리
'더 그레이트 뷰티'는 로마의 화려함 속에서 허무하게 살아가는 65세 기자 제프 감바델라 이야기이다. 예술적 열정을 가지고 있었지만, ‘사회를 지배하는 왕’이라는 목표에 사로잡혀 작품 활동은 멈춰 버렸다. 그의 주변에는 많은 재산이 있는 친구들이 있지만, 그들은 모두 겉모습만 화려하고 속은 허무함을 느끼는 존재이다.
제프의 전 사랑인 엘리사가 죽고 그녀의 남편에게서 진실을 듣게 된 후, 제프는 자신과 세상에 대한 깊은 성찰을 시작한다. 그는 파탄된 관계와 죽음을 마주하며 자신의 삶의 무의미함에 휩싸이지만, 그 안에서 작품 활동을 재개할 희망을 찾는다.
그렇게 제프는 새로운 인연들을 통해 삶을 되돌아보고, 자신의 내면을 돌파하려 노력한다. 마침내 그는 다시 글쓰기에 매진하고, 새로운 시작을 향해 나아간다.

## 출연

### 주연
- 토니 세르빌로
- 사브리나 페릴리
- 세레나 그랜디

### 조연
- 이사벨라 페라리
- 카를로 베르도네
- 조르지오 파소티
- 루카 마리넬리
- 마시모 팝폴리지오
- 지안피에로 코그놀리
- 카를로 부시로시
- 이아이아 포르테
- 파멜라 빌로레시
- 갈라테 란지
- 프랑코 그라지오시
- 소니아 게스너
- 안나 델라 로사
- 이반 프래넥
- 베르농 도브체프
- 다리오 칸다렐리
- 파스콸 페트롤로
- 루치아노 비르질리오
- 알도 랄리
- 쥬지 메를리
- 지오반나 비뇰라
- 아니타 크라보스

## 기타
- 공동제작: 파비오 콘버시
- 라인프로듀서: 제나로 포미사노
- 협력프로듀서: 카를로타 카로리
- 협력프로듀서: 로메인 르 그랜드
- 협력프로듀서: 비비안 아슬라니안
- 미술: 스테파니아 셀라
- 시각효과: 로돌포 미그라아리
- 분장: 마우리지오 실비
- 의상: 다니엘라 시안시오
- 배역: 애너 마리아 삼부코